# Place Léo-Ferré
La place Léo-Ferré est une voie située dans le 12e arrondissement de Paris, en France.

## Origine du nom
La place rend hommage au chanteur et musicien monégasque Léo Ferré (1916-1993).